# Зельзінген
Зельзінген (нім. Selsingen) — громада в Німеччині, розташована в землі Нижня Саксонія. Входить до складу району Ротенбург-на-Вюмме. Центр об'єднання громад Зельзінген.
Площа — 41,86 км2. Населення становить 3639 ос. (станом на 31 грудня 2021).

## Галерея

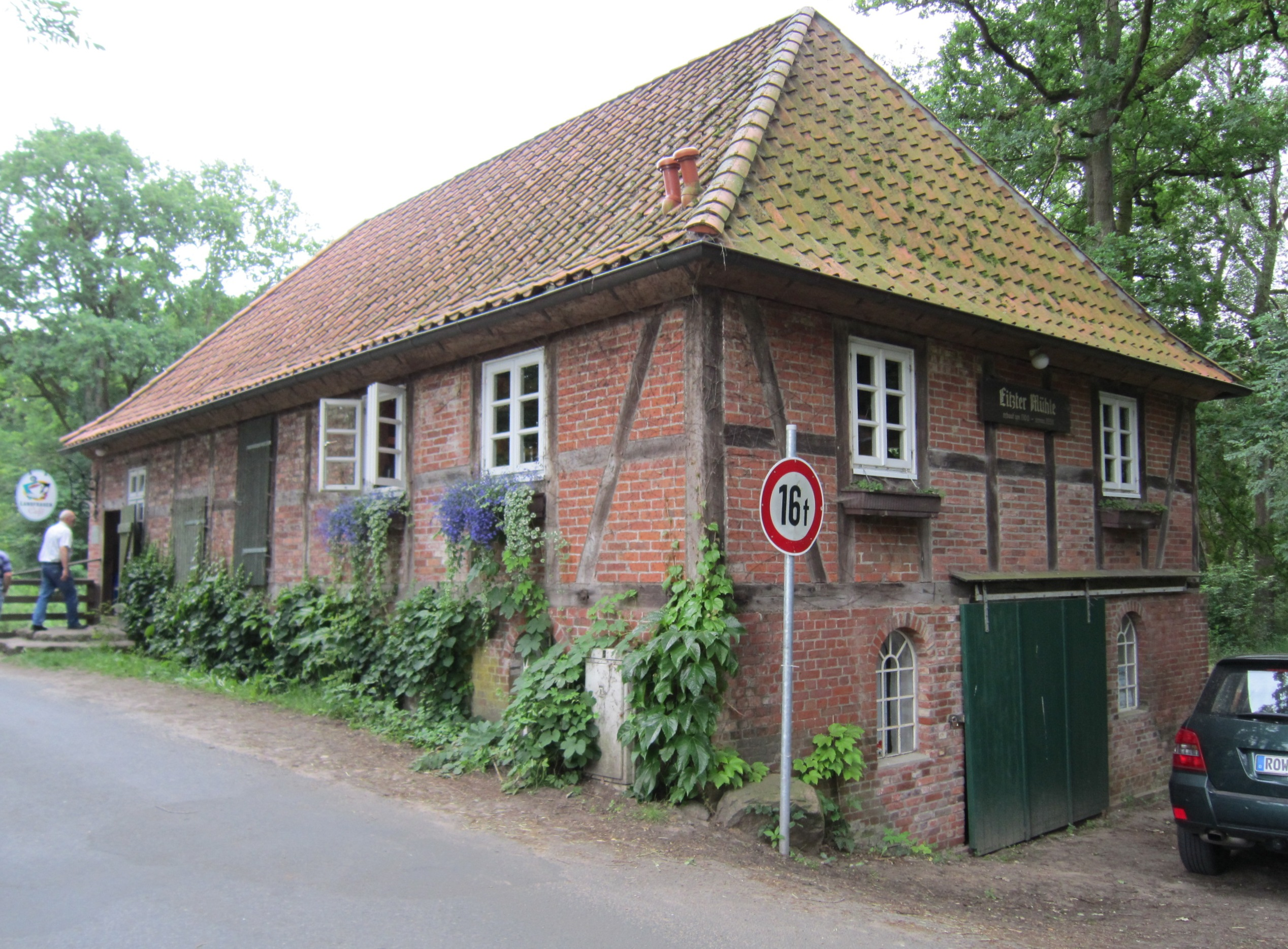
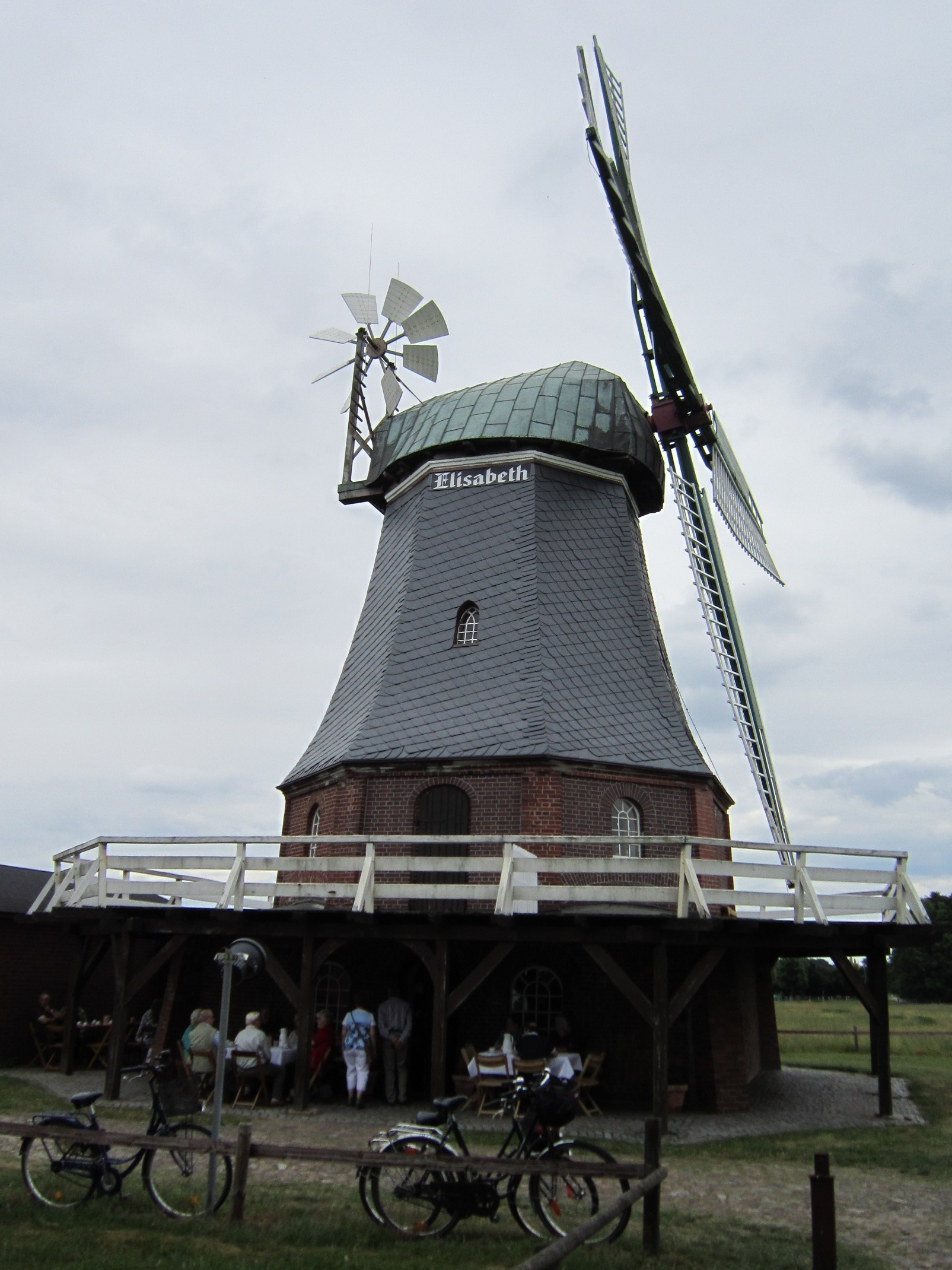